# (100144) 1993 TM14
(100144) 1993 TM14 es un asteroide perteneciente al cinturón de asteroides, descubierto el 9 de octubre de 1993 por Eric Walter Elst desde el Observatorio de La Silla, Chile.